# بيتر ويلان
بيتر ويلان (بالإنجليزية: Peter Whelan)‏ كاتب مسرحي بريطاني (3 يوليو 2014 1931).
ولد ونشأ في ويلان ستوك أون ترينت، إنجلترا. أعماله تتضمن سبع مسرحيات لفرقة شكسبير الملكية، ومعظمها عبارة عن قطع فترة استنادا إلى الأحداث التاريخية الحقيقية. وكان أول هذه الكابتن سوينغ في عام 1979. وكان آخر لسرير العشبية، حول قضية المحكمة التي تنطوي على ابنة وليام شكسبير. وقد أنتج لأول مرة في الطرف الآخر مكان مسرح RSC، وستراتفورد أبون آفون، في عام 1996، وأعيد إحياء في مسرح دوقة من أبريل إلى أكتوبر عام 1997.
في عام 2008، ولعب له المدرسة من الليل، الذي ينتج أصلا في الطرف الآخر مكان المسرح، في نوفمبر 1992،  لأول مرة الولايات المتحدة إزاء المنتدى تفتق الأقسام في لوس أنجلوس. ومن fictionalizes العلاقات بين شكسبير، كريستوفر مارلو، توماس كيد والسير والتر رالي فضلا عن الأحداث التي أدت إلى وفاة مارلو.

## روابط خارجية
- بيتر ويلان على موقع IMDb (الإنجليزية)
- بيتر ويلان على موقع قاعدة بيانات برودواي على الإنترنت (الإنجليزية)